# Udara bruggemani
Udara bruggemani är en fjärilsart som beskrevs av Lambertus Johannes Toxopeus 1928. Udara bruggemani ingår i släktet Udara och familjen juvelvingar. Inga underarter finns listade i Catalogue of Life.